# Дементьево (Московская область)
Деме́нтьево — деревня в Раменском муниципальном районе Московской области. Входит в состав городского поселения Кратово. Население — 524 чел. (2010).

## География
Деревня Дементьево расположена в северной части Раменского района, примерно в 5 км к северо-востоку от города Раменское. Высота над уровнем моря 131 м. Через деревню протекает река Донинка. В деревне 8 улиц. Ближайший населённый пункт — село Игумново.

## Название
В 1646 году упоминается как деревня Димехово, а Дементьево тож, с XVIII века — Дементьево.
Название связано с календарным личным именем Дементий.

## История
В 1926 году деревня являлась центром Дементьевского сельсовета Раменской волости Бронницкого уезда Московской губернии.
С 1929 года — населённый пункт в составе Раменского района Московского округа Московской области.
До муниципальной реформы 2006 года Дементьево входило в состав Дементьевского сельского округа Раменского района.

## Население
В 1926 году в деревне проживал 548 человек (257 мужчин, 291 женщина), насчитывалось 94 крестьянских хозяйства. По переписи 2002 года — 425 человек (202 мужчины, 223 женщины).
| 1926 | 2002 | 2010 |
| ---- | ---- | ---- |
| 548  | ↘425 | ↗524 |